# Голосковское кладбище
Голоско́вское кла́дбище (укр. Голосківське кладовище) — крупнейшее кладбище во Львове. 

## Описание
Расположено в северо-западной части Львова (Шевченковский район), возле Брюховичского леса. Площадь — 74,8 га. Адрес: 529610, Львов, ул. Миколайчука, 42.
В начале 1980-х годов в связи с нехваткой земель во Львове для захоронения умерших, на кладбище было начато строительство крематория и колумбария, позже замороженное в связи с кризисом 1990-х и недопустимостью обряда трупосожжения для «христианских ценностей населения Львова».
К началу 2004 года здесь были похоронены более 63 тысяч человек. Голосковское кладбище — одно из трёх кладбищ, которые открыты для захоронений (по состоянию на 2007 год). В среднем в год на кладбище хоронят около 4 тысяч человек, что требует около гектара территории.

## Известные люди, похороненные на кладбище
- Генриэтта Левицкая — известный львовский художник. Работала в области станковой живописи, графики, монументально-декоративного искусства, офорта, литографии и иконописи. Яркая представительница львовского андеграунда 1960—70 годов.
- Буглак Владимир — львовский график, плакатист.